# Dorothee Schneider
Dorothee Schneider (n. 17 februarie 1969, Wiesbaden, RFG) este o sportivă ce a reprezentat Germania, medaliată olimpică. A participat la 3 ediții ale Jocurilor Olimpice (2012, 2016, 2020) în care a câștigat o medalie de argint.